# Казанина, Светлана Анатольевна
Светлана Анатольевна Казанина (род. 31 октября 1971) — казахстанская легкоатлетка (семиборье), мастер спорта Республики Казахстан международного класса.

## Карьера
С. А. Казанина была участницей трёх Олимпиад: Атланта-1996, Сидней-2000 и Афины-2004. Лучший результат — 16 место в Сиднее.
При этом в забеге на 800 метров в Атланте она была второй. Её прыжок в высоту на 1,86 м — был лучшим в Атланте. В Сиднее на 800-метровке она была третьей.
Светлана принимала участие в трёх чемпионатах мира, но здесь она не занимала призовых мест.
Она была чемпионкой Азии в Джакарте (1995 и 2000), Коломбо (2002). Она выиграла серебро в Фукуоке (1998). Также серебром она довольствовалась на Азиаде-1998 в Бангкоке.
Кроме того, она дважды привозила золото с Восточно-Азаиатских игр: из Пусана (1997) и Осаки (2001).

## Лучшие результаты

### На открытом воздухе
| Дисциплина          | Результат | Место                | Дата            |
| ------------------- | --------- | -------------------- | --------------- |
| 200 м               | 23,93     | Ташкент              | 09 июня 1999    |
| 800 м               | 2:09,31   | Дезенцано-дель-Гарда | 14 мая 2000     |
| 100 м (с барьерами) | 13,96     | Алматы               | 22 мая 1999     |
| Прыжок в высоту     | 1,90      | Алматы               | 24 мая 1997     |
| Прыжок в длину      | 6,36      | Алматы               | 21 мая 1996     |
| Тройной прыжок      | 14,18     | Алматы               | 1 января 2003   |
| Метание копья       | 50,15     | Сен-Дени             | 24 августа 2003 |
| Семиборье           | 6228      | Ташкент              | 10 июля 1999    |

### В помещении
| Дисциплина         | Результат | Место     | Дата            |
| ------------------ | --------- | --------- | --------------- |
| 800 м              | 2:15,37   | Караганда | 12 февраля 2000 |
| 60 м (с барьерами) | 8,99      | Караганда | 12 февраля 2000 |
| Прыжок в высоту    | 1,85      | Караганда | 12 февраля 2000 |
| Прыжок в длину     | 5,99      | Караганда | 12 февраля 2000 |
| Тройной прыжок     | 13,74     | Караганда | 12 февраля 2000 |
| Пятиборье          | 4464      | Караганда | 12 февраля 2000 |